# 27. ročník udílení Gotham Awards
Vyhlášení amerických cen Gotham Awards 2017 se konalo 27. listopadu 2017. Herci Dustin Hoffman a Nicol Kidman, režisérka Sofia Coppola, producent Jason Blum, kameraman Ed Lachman a politik a environmentalista Al Gore získali speciální cenu. Ceremoniál moderoval John Cameron Mitchell.

## Moderátoři

### Moderátoři
- John Cameron Mitchell

## Vítězové a nominovaní
Tučně jsou označeni vítězové.
| Nejlepší film | Nejlepší dokument |
| --- | --- |
| - Dej mi své jméno - The Florida Project - Uteč - Dobrý časy - Já, Tonya | - Strong Island - Ex Libris: knihovny New Yorku - Rat Film - Čí jsou ulice? - The Work |
| Nejlepší mužský herecký výkon ve filmu | Nejlepší ženský herecký výkon v seriálu |
| - James Franco jako Tommy Wiseau – The Disaster Artist: Úžasný propadák - Willem Dafoe jako Bobby Hicks – The Florida Project - Daniel Kaluuya jako Chris Washington – Uteč - Robert Pattinson jako Constantine "Connie" Nikas – Dobrý časy - Adam Sandler jako Danny Meyerowitz – Meyerowitzovic historky (nový výběr) - Harry Dean Stanton jako Lucky – Lucky | - Saoirse Ronan jako Christine „Lady Bird“ McPherson – Lady Bird - Melanie Lynskey jako Ruth Kimke – I Don't Feel at Home in This World Anymore - Haley Lu Richardson jako Casey – Columbus - Margot Robbie jako Tonya Harding – Já, Tonya - Lois Smith jako Marjorie – Marjorie Prime |
| Nejlepší scénář | Objev roku |
| - Jordan Peele – Uteč - Emily V. Gordon a Kumail Nanjiani – Pěkně blbě - Mike White – Bradův život - James Ivory – Dej mi své jméno - Kogonada – Columbus - Greta Gerwig – Lady Bird | - Timothée Chalamet jako Elio Perlman – Dej mi své jméno - Mary J. Blige jako Florence Jackson – Mudbound - Harris Dickinson jako Frankie – Plážoví povaleči - Kelvin Harrison Jr. jako Travis – Přicházejí v noci - Brooklynn Prince jako Moonee – The Florida Project                |
| Ocenění Binghama Ray pro objev roku v oblasti režie | Objev roku – seriál (dlouhá forma) |
| - Jordan Peele – Uteč - Margaret Betts – Novitiate - Greta Gerwig – Lady Bird - Kogonada – Columbus - Joshua Z. Weinstein – Menaše | - Atlanta - Bude líp - Drazí běloši - Potvora - Search Party |
| Objev roku – seriál (krátká forma) | Speciální ocenění poroty – obsazení |
| - The Strange Eyes of Dr. Myes - 555 - Inconceivable - Junior - Let Me Die a Nun | - Mudbound (Jonathan Banks, Mary J. Blige, Jason Clarke, Garrett Hedlund, Jason Mitchell, Rob Morgan a Carey Mulligan) |
| Ocenění publika | Speciální ocenění |
| - Uteč | - Jason Blum - Sofia Coppola - Al Gore - Dustin Hoffman - Nicole Kidman - Ed Lachman |